# Bocaiúva
Bocaiuva est une municipalité brésilienne de l'État du Minas Gerais et la microrégion de Bocaiúva.